# Étienne-François-Xavier-Amable de Catelan
Pour les articles homonymes, voir Caumont et Catelan.
Étienne-François-Xavier-Amable, marquis, baron de Catelan (vers 1740 - 18xx) était un pair de France.
Il fut chevalier, seigneur de Caumont, conseiller honoraire, puis avocat-général au parlement de Toulouse jusqu’en 1789. Au retour des Bourbon, le roi le nomma président du collège électoral du département de la Haute-Garonne le 25 juillet 1815. Il est député de Haute-Garonne en 1815, président du collège électoral de l’Aude, le 5 septembre 1816, Pair de France le 5 mars 1819.[Information douteuse]

## Famille
Il épouse le 27 juillet 1756, Marie de Ramondy avec qui il eut entre autres les enfants suivants :
1. Jean Antoine de Catellan (° 1759)
2. Joseph-Amable de Catelan (° 1774)
3. Jean-Baptiste-Augustin de Catelan (° 1778)
4. Marie-Thérèse-Amable de Catelan